# Стоян Генков
Стоян Станков Генков е български офицер, бригаден генерал.

## Биография
Роден е на 20 август 1953 г. в бургаското село Факия. През 1972 г. завършва Техникум по механизация в Карнобат. Завършва Висшето народно военно училище във Велико Търново през 1976 г. със специалност „тилови войски“. През 1985 г. завършва Военната академия за тил и транспорт в Москва. През 1997 г. завършва Генералщабния факултет на Военната академия. Бил е началник на продоволственото снабдяване на полк. Известно време е заместник-командир по тила на самостоятелен батальон. Преминава през длъжностите старши помощник-началник на продоволствена и вещева служба в щаба на трета армия, старши помощник-началник на отдел в командване на Сухопътните войски, началник на отдел в командване на Сухопътните войски, началник на отдел в ГЩ-БА, заместник-командир на Командване на материално-техническото осигуряване и заместник-началник на Главно управление „МТМО“ – ГЩ. На 6 юни 2002 г. е назначен за командир на Командването на материално-техническото осигуряване. На 25 април 2003 г. е удостоен с висше военно звание бригаден генерал. На 4 май 2005 г. е назначен за командир на Командването на материално-техническото осигуряване. На 25 април 2006 г. е назначен за помощник-началник на щаба на Сухопътните войски по ресурсите считано от 1 юни 2006 г. На 12 октомври 2007 г. е освободен от длъжността помощник-началник на щаба на Сухопътните войски по ресурсите и назначен за началник на щаба на НАТО „Скопие“. На 16 април 2009 г. е освободен от длъжността началник на щаба на НАТО „Скопие“. Награждаван е с Награден знак за вярна служба под знамената – ІІ ст. през 2005 г.

## Военни звания
- Лейтенант (1976)
- Старши лейтенант (1979)
- Капитан (1983)
- Майор (1988)
- Подполковник (1993)
- Полковник (1996)
- Бригаден генерал (25 април 2003)